# Amiral Spiridov
L’Amiral Spiridov (en russe : Адмирал Спиридов) est une frégate blindée de la Marine impériale de Russie. Elle doit son nom à l'amiral Grigori Andreïevitch Spiridov, héros de la bataille de Tchesmé (6 juillet 1770). Cette frégate est conçue lors du programme de construction de nouveaux bâtiments de guerre de 1864. Son sister-ship est l’Amiral Tchichagov.
En 1911, les deux frégates sont désarmées, l’Amiral Tchitchagov est utilisé comme navire cible pour les tirs d'artillerie, quant à l’Amiral Spiridov, il est utilisé comme dépôt flottant de charbon.